# 王牌威龍2：非洲大瘋狂
《王牌威龍2：非洲大瘋狂》（英語：Ace Ventura: When Nature Calls），是一部1995年美國喜劇電影。它是1994年《王牌威龍》的續集，由史蒂夫·歐迪克爾克導演，主演為占·基利，其他主要演員包括伊恩·麥克內斯、西蒙·卡洛、邁蘭帝·伊勒許、鮑勃·岡頓等。

## 劇情
占·基利飾演動物偵探艾斯·范圖拉收到邀请去非洲調查失蹤的白蝙蝠。

## 製作
主體拍攝於1995年3月27日開始，於圣安东尼奥進行製作。